# Sülze (Zorge)
Die Sülze ist ein etwa 8,6 km langer, linker Zufluss der Zorge im Landkreis Nordhausen, in Nordthüringen in Deutschland.

## Verlauf
Die Sülze entspringt im Naturpark Südharz, unweit der Landesgrenze zu Niedersachsen. Sie fließt ihre ersten Meter in südliche Richtung. Als ersten von zwei Orten an ihrem Verlauf erreicht sie Sülzhayn. Die Gemarkung von Sülzhayn durchfließt sie von West nach Ost. Nachdem sie den staatlich anerkannten Erholungsort verlassen hat, dreht sie wieder in südliche Richtung ab. Nun erreicht sie den zweiten und letzten Ort, Werna. Das kleine Dorf durchfließt sie von Nord nach Süd. Etwa einen Kilometer weiter Bachabwärts vermischt sich dann ihr Wasser mit dem der Zorge.